# Хожорни
Ходжорни — средневековое крепость-поселение в провинции Цобопор в Гугарке, на месте современного населенного армянами села Ходжорни (Грузия, Марнеульский муниципалитет), к северу от Бердадзора. Принадлежал Закарянам XI века и был их наследственным и духовным центром.
Многие историки, в том числе Гарник Шахкян и Егише Саакян, связывают происхождение названия села с именем сына Айка Нахапета, Хора. По словам Хоренаци, Хор был сыном патриарха Айка, дети Хора называлось Хорхоруни, что является именем известной правящей династии. Согласно легенде, Хор поселился на севере Армении, построил поселение, названное в его честь, Хор. Позже стало называться Ходжорном. Это также связано с названием Хор, великолепного Хоракаретского монастыря недалеко от Ходжорни, который в древние времена имел разные названия: Хоракакерт, Хорийский монастырь, Хорхоракакерт и др.
В современном Хорхорни сохранились однонефные (на холме) крестообразные купольные церкви двойным отложением (XI век). Купольная церковь расположена на окраине села Ходжорн, недалеко от нынешней армяно-грузинской границы. Была построена из крупных полуфабрикатных базальтовых камней. В стенах были использованы скульптурные памятники раннего средневековья. С восточной стороны над окном сцены находится высотная скульптура с изображением князя-епископа, держащего в руках макет церкви. Недалеко от церкви находится четырехстороннее здание неизвестного значения, которое может быть резиденцией человека, выполняющего духовное служение. В 1990-х годах неизвестные люди выскребли армянские надписи и небольшие скульптуры на стенах. Перед церковью, на территории Республики Армения, в лесу находится замок Ходжорни. Старые хачкары сохранились и у села Хожорни.